# Hiperbolična spirala
Hiperbolična spirala (tudi obratna spirala) je transcendentna ravninska krivulja.

## Hiperbolična spirala v polarnih koordinatah
V polarnem koordinatnem sistemu je njena enačba enaka:
{\displaystyle r={\frac {a}{\theta }}\!\,.}
Zaradi tega jo imenujejo tudi obratna spirala.

## Hiperbolična spirala v parametrični obliki
V parametrični obliki sta enačbi:
{\displaystyle x=a{\frac {\cos t}{t}},\qquad y=a{\frac {\sin t}{t}}\!\,,}
kjer je parameter {\displaystyle t\,} ekvivalenten polarni koordinati {\displaystyle \theta \,}.

## Značilnosti
Točka v izhodišču se imenuje pol. Pri približevanju polu se spirala zavija vedno hitreje. Hiperbolična spirala se prične v neskončnosti. Ima asimptoto za {\displaystyle y=a\,}. Ko se {\displaystyle t\,} približuje ničli, se ordinata (os y) približuje vrednosti {\displaystyle a\,}. Pri tem pa abscisa (os x) raste proti neskončnosti. 

## Ukrivljenost[1]
Ukrivljenost hiperbolične spirale je enaka:
{\displaystyle \kappa (\theta )={\frac {\theta ^{4}}{(1+\theta ^{2})^{\frac {3}{2}}}}\!\,.}